# Haedropleura summa
Haedropleura summa é uma espécie de gastrópode do gênero Haedropleura, pertencente a família Horaiclavidae.